# Francisco Cerro Chaves
Francisco Cerro Chaves (Malpartida de Cáceres, 18 ottobre 1957) è un arcivescovo cattolico spagnolo, dal 27 dicembre 2019 arcivescovo metropolita di Toledo e primate di Spagna.

## Biografia
Francisco Cerro Chaves è nato il 18 ottobre 1957 a Malpartida de Cáceres, provincia di Cáceres e diocesi di Coria-Cáceres, nell'allora Spagna franchista (oggi nella parte centro-occidentale del Regno di Spagna).

### Formazione e ministero sacerdotale
Ha frequentato il liceo del seminario minore, studiando poi filosofia presso il seminario di Cáceres e teologia presso il seminario "Sant'Ildefonso" di Toledo. Ha conseguito la licenza e nel 1997 il dottorato in teologia spirituale presso la Pontificia Università Gregoriana. Successivamente ha ottenuto il dottorato in teologia della vita consacrata presso la Pontificia Università di Salamanca con una tesi intitolata "La experiencia de Dios en el Beato Fray María Rafael Arnáiz Barón (1911-1938). Estudio teológico-espiritual de su vida y escritos".
Ha ricevuto l'ordinazione sacerdotale il 12 luglio 1981, nella cattedrale di Santa María a Toledo, per imposizione delle mani di Marcelo González Martín, arcivescovo metropolita di Toledo; si è incardinato, ventitreenne, come presbitero dell'omonima arcidiocesi. In seguito è stato vicario parrocchiale della parrocchia di San Nicola a Toledo nel 1981, assistente per la gioventù dal 1982 al 1989, collaboratore pastorale della parrocchia Santa Teresa a Toledo dal 1986 al 1987 e direttore della Casa diocesana di esercizi spirituali dal 1986 al 1989.
Nel 1989 si è trasferito a Valladolid e nel 1992 si è incardinato nella medesima arcidiocesi. Ha prestato servizio come direttore del centro di formazione e spiritualità del Sacro Cuore di Gesù e cappellano del Santuario Nazionale della Gran Promessa dal 1989 al 2007, direttore diocesano dell'apostolato della preghiera, membro del consiglio presbiterale, delegato per la pastorale giovanile e professore di teologia spirituale presso lo Studio teologico agostiniano.

### Ministero episcopale
Il 21 giugno 2007 papa Benedetto XVI lo ha nominato, quarantanovenne, vescovo di Coria-Cáceres; è succeduto a Ciriaco Benavente Mateos, trasferito alla sede di Albacete il 16 ottobre 2006. Ha ricevuto la consacrazione episcopale il 2 settembre seguente, nella piazza antistante la cattedrale di Santa Maria Assunta a Coria, per imposizione delle mani di Manuel Monteiro de Castro, arcivescovo titolare di Benevento e nunzio apostolico in Spagna ed Andorra nonché futuro cardinale, assistito dai co-consacranti Santiago García Aracil, arcivescovo metropolita di Mérida-Badajoz, e Braulio Rodríguez Plaza, arcivescovo metropolita di Valladolid; ha preso possesso della diocesi durante la stessa celebrazione. Come suo motto episcopale ha scelto Cor Jesu fons evangelizations pauperibus, che tradotto vuol dire "Il Cuore di Gesù fonte dell'evangelizzazione dei poveri".
Il 1º marzo 2014 si è recato in Vaticano, assieme ad altri membri dell'episcopato spagnolo, in visita ad limina apostolorum, allo scopo di discutere con il pontefice della situazione e dei problemi relativi alla sua diocesi.
Il 27 dicembre 2019 papa Francesco lo ha promosso, sessantaduenne, arcivescovo metropolita di Toledo e primate di Spagna; è succeduto al settantacinquenne Braulio Rodríguez Plaza, dimissionario per raggiunti limiti d'età. Ha preso possesso dell'arcidiocesi durante una cerimonia svoltasi presso la cattedrale di Santa María de Toledo il 29 febbraio 2020.
In seno alla Conferenza episcopale spagnola è membro della commissione per il clero e i seminari dal 2017. In precedenza è stato membro della commissione per la vita consacrata dal 2007 al 2017, della commissione per l'apostolato dei laici dal 2008 al 2011 e della commissione per le missioni e la cooperazione tra le Chiese dal 2017 al 2020.
È autore di oltre 120 pubblicazioni, scritte in una lingua accessibile a tutti e finalizzate soprattutto alla formazione spirituale dei giovani, ma anche degli adulti. Alcuni dei suoi libri sono stati tradotti in diverse lingue (francese, italiano, portoghese).

## Genealogia episcopale e successione apostolica
La genealogia episcopale è:
- Cardinale Scipione Rebiba
- Cardinale Giulio Antonio Santori
- Cardinale Girolamo Bernerio, O.P.
- Arcivescovo Galeazzo Sanvitale
- Cardinale Ludovico Ludovisi
- Cardinale Luigi Caetani
- Cardinale Ulderico Carpegna
- Cardinale Paluzzo Paluzzi Altieri degli Albertoni
- Papa Benedetto XIII
- Papa Benedetto XIV
- Papa Clemente XIII
- Cardinale Marcantonio Colonna
- Cardinale Giacinto Sigismondo Gerdil, B.
- Cardinale Giulio Maria della Somaglia
- Cardinale Carlo Odescalchi, S.I.
- Cardinale Costantino Patrizi Naro
- Cardinale Lucido Maria Parocchi
- Papa Pio X
- Papa Benedetto XV
- Papa Pio XII
- Cardinale Eugène Tisserant
- Papa Paolo VI
- Cardinale Agostino Casaroli
- Cardinale Manuel Monteiro de Castro
- Arcivescovo Francisco Cerro Chaves

La successione apostolica è:
- Vescovo Francisco César García Magán (2022)
- Vescovo Ángel Román Idígoras (2025)

## Araldica
| Stemma | Titolare                                     | Descrizione |
|        | Francisco Cerro Chaves Arcivescovo di Toledo | Interzato in pergola rovesciata: al 1º d'argento al Gesù in maestà orante dello stesso, vestito e aureolato d'oro, caricato sul petto del cuore di rosso; al 2º d'azzurro alla Vergine di Guadalupe in maestà al naturale, vestita di bianco e mantellata di celeste, con il Bambino Gesù mantellato dello stesso; al 3º di rosso al castello torricellato di tre pezzi d'oro, aperto e finestrato d'azzurro, sormontato da un leone rivolto d'oro. Ornamenti esterni da arcivescovo di Toledo e primate di Spagna. Motto "Cor Jesu fons evangelizationis pauperibus". |